# ザ・プレイヤーズ・ハウス
ザ・プレイヤーズ・ハウスは、東京都の劇団である。1985年に結成され、2007年に解散。現在、簑田詢平を中心にハードレインオープンカフェとして活動中。

## 概要
1985年に「 ワザとらしく大げさで、 上っ面ばかり気にして内面を重視しない 」そんな日本の演劇のあり方を打ち 
破るべく、簑田詢平を中心に発足した演技者集団。
1994年には「芝居嫌いに捧げる話」でシアターグリーン賞を受賞。 
1999年5月に「子ども劇場」例会企画作品として紹介され、2001年には、関東全域にて依頼公演を行う。 
また、舞台以外に、T V・C M 等へと活躍の場を広げ、精力的な活動を行う。主に新宿シアターモリエール、 
シアターＶアカサカ、ブディストホールにて、年に２回のペースで本公演を行う。
2007年2月ブディストホールでの本公演『Moon Light Rehearsal(ムーンライトリハーサル)』を最後に、劇団を解散。 
そして、新たに活躍の場を求め2007年夏から、ハードレインオープンカフェとして活動している。

## 主な作品（過去の公演）
- 1986.5   「LET IT BE」
- 1987.8   「アクロスザユニバース」
- 1992.3   「ゲット・バック ＆ アクロス・ザ・ユニバース」
- 1992.11 「アメリカン・ブルース」
- 1993.6   「アクロス・ザ・ユニバース」
- 1993.11 「生まれる前の物語」
- 1994.3   「芝居嫌いに捧げる話」（「Moon Light Rehearsal」シアターグリーン賞受賞）
- 1994.11 「芝居嫌いに捧げる話２」
- 1995.6   「Moon Light Rehearsal」
- 1995.11 「Blue Code Vaudeville」
- 1997.7   「Moon Light Rehearsal」
- 1998.5   「ミルクと血とロマンチック」
- 1998.11 「悲しい顔のボードヴィル」
- 1999.5   「Moon Light Rehearsal」
- 1999.11 「ひねくれ者よりチューインガムを込めて」
- 2000.4   「真夜中のエイリアン」
- 2000.10 「最後の太郎」
- 2001.5~6「最後の太郎」（子ども劇場依頼公演）
- 2001.11 「Moon Light Rehearsal」
- 2003.6   「透明なぬいぐるみLIVEショー」
- 2004.1   「The Crazy キャンディ LIVE!」
- 2004.10 「最後の太郎」
- 2005.5   「c.u.Friend.on-line」
- 2005.10 「透明なぬいぐるみLIVEショー」
- 2006.5   「サクラのキセツ」
- 2007.2   「Moon Light Rehearsal」